# Oklahoma City Thunder 2015-2016
La stagione 2015-16 degli Oklahoma City Thunder fu la 49ª nella NBA per la franchigia.
Gli Oklahoma City Thunder vinsero la Northwest Division della Western Conference con un record di 55-27. Nei play-off vinsero il primo turno con i Dallas Mavericks (4-1), la semifinale di conference con i San Antonio Spurs (4-2), perdendo poi la finale di conference con i Golden State Warriors (4-3).

## Draft
| Round | Scelta | Giocatore      | Posizione | Nazionalità | College      |
| ----- | ------ | -------------- | --------- | ----------- | ------------ |
| 1     | 14     | Cameron Payne  | PG        | Stati Uniti | Murray State |
| 2     | 48     | Dakari Johnson | C         | Stati Uniti | Kentucky     |

## Roster
| N° | Naz.                     | Ruolo | Sportivo          | Anno | Alt. | Peso |
| -- | ------------------------ | ----- | ----------------- | ---- | ---- | ---- |
| 0  | Stati Uniti (bandiera)   | P     | Russell Westbrook | 1988 | 191  | 85   |
| 2  | Stati Uniti (bandiera)   | G     | Anthony Morrow    | 1985 | 196  | 95   |
| 3  | Stati Uniti (bandiera)   | G     | Dion Waiters      | 1991 | 193  | 102  |
| 4  | Stati Uniti (bandiera)   | AG    | Nick Collison     | 1980 | 206  | 116  |
| 5  | Stati Uniti (bandiera)   | AP    | Kyle Singler      | 1988 | 203  | 104  |
| 6  | Stati Uniti (bandiera)   | G     | Randy Foye        | 1983 | 193  | 196  |
| 6  | Stati Uniti (bandiera)   | A     | Steve Novak       | 1983 | 208  | 102  |
| 9  | Spagna (bandiera)        | AG    | Serge Ibaka       | 1989 | 208  | 107  |
| 11 | Turchia (bandiera)       | C     | Enes Kanter       | 1992 | 211  | 119  |
| 12 | Nuova Zelanda (bandiera) | C     | Steven Adams      | 1993 | 213  | 116  |
| 13 | Stati Uniti (bandiera)   | C     | Nazr Mohammed     | 1977 | 210  | 100  |
| 14 | Stati Uniti (bandiera)   | P     | D.J. Augustin     | 1987 | 183  | 83   |
| 21 | Stati Uniti (bandiera)   | AP    | André Roberson    | 1991 | 201  | 93   |
| 22 | Stati Uniti (bandiera)   | P     | Cameron Payne     | 1994 | 191  | 84   |
| 33 | Stati Uniti (bandiera)   | AG    | Mitch McGary      | 1992 | 208  | 116  |
| 34 | Stati Uniti (bandiera)   | AG    | Josh Huestis      | 1991 | 201  | 104  |
| 35 | Stati Uniti (bandiera)   | AP    | Kevin Durant      | 1988 | 208  | 100  |

### Staff tecnico
- Allenatore: Billy Donovan
- Vice-allenatori: Monty Williams, Maurice Cheeks, Anthony Grant, Mark Bryant, Darko Rajaković, Mark Daigneault
- Preparatore atletico: Joe Sharpe
- Assistente preparatore atletico: Dwight Daub

## Classifiche

### Division
Northwest Division
|    | Classifica          | V  | P  | %    |
| -- | ------------------- | -- | -- | ---- |
| 1. | Oklahoma Thunder    | 55 | 27 | 67,1 |
| 2. | Portland T. Blazers | 44 | 38 | 53,7 |
| 3. | Utah Jazz           | 40 | 42 | 48,8 |
| 4. | Denver Nuggets      | 33 | 49 | 40,2 |
| 5. | Minnesota T'wolves  | 29 | 53 | 35,4 |

### Conference
Western Conference
|     | Classifica          | V  | P  | %    |
| --- | ------------------- | -- | -- | ---- |
| 1.  | G.S. Warriors       | 73 | 9  | 89,0 |
| 2.  | San Antonio Spurs   | 67 | 15 | 81,7 |
| 3.  | Oklahoma Thunder    | 55 | 27 | 67,1 |
| 4.  | L.A. Clippers       | 53 | 29 | 64,6 |
| 5.  | Portland T. Blazers | 44 | 38 | 53,7 |
| 6.  | Dallas Mavericks    | 42 | 40 | 51,2 |
| 7.  | Memphis Grizzlies   | 42 | 40 | 51,2 |
| 8.  | Houston Rockets     | 41 | 41 | 50,0 |
| 9.  | Utah Jazz           | 40 | 42 | 48,8 |
| 10. | Sacramento Kings    | 33 | 49 | 40,2 |
| 11. | Denver Nuggets      | 33 | 49 | 40,2 |
| 12. | N.O. Pelicans       | 30 | 52 | 36,6 |
| 13. | Minnesota T'wolves  | 29 | 53 | 35,4 |
| 14. | Phoenix Suns        | 23 | 59 | 28,0 |
| 15. | L.A. Lakers         | 17 | 65 | 20,7 |

## Trasferimenti

### Trades
| Giugno 25 2015  | Oklahoma City ThunderLuke Ridnour 2016 Draft Pick   | Charlotte HornetsJeremy Lamb |
| Giugno 14, 2015 | Oklahoma City Thunder 2018 Secondo Round Draft Pick | Boston CelticsPerry Jones    |

### Free agent

#### Acquisti
| Giocatore    | Contratto             | Squadra            |
| Josh Huestis | 2 anni a $2,3 milioni | Oklahoma City Blue |

### Re-firmati
| Giocatore    | Contratto            | Squadra               |
| Kyle Singler | 4 anni a $20 milioni | Oklahoma City Thunder |
| Enes Kanter  | 4 anni a $70 milioni | Oklahoma City Thunder |